# O Povo da Liberdade

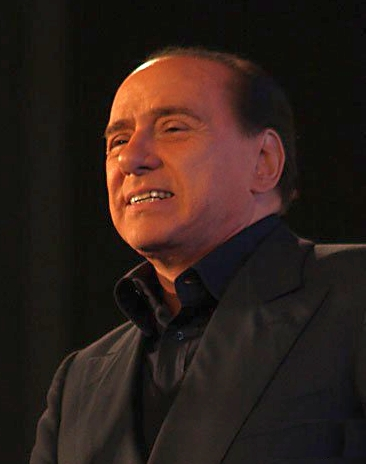
Silvio Berlusconi, presidente do Povo da Liberdade.

O Povo da Liberdade (PdL; em italiano: Il Popolo della Libertà) foi um partido político italiano de centro-direita. Foi dissolvido no fim de 2013 e seus membros distribuíram-se no grupo de Força Itália e do neopartido Novo Centro-direita.
Nasceu da união dos dois principais partidos de centro-direita italianos, ativos nos anos 1990: Forza Italia, de tendência liberal-conservadora, e Aliança Nacional, partido pós-fascista transformando-se em uma força conservadora de âmbito europeu. A estes se juntaram diversos partidos menores de diferentes extrações, muitos dos quais fizeram parte da Casa delle Libertà a partir de 2001. Em geral, os membros do PdL provêm principalmente de três partidos da Primeira República: a Democracia Cristã, o Movimento Social Italiano e o Partido Socialista Italiano.
Lançado durante um comício por Silvio Berlusconi em 18 de novembro de 2007 em Milão na Piazza San Babila, o PdL constituiu-se como uma federação de partidos políticos em 27 de fevereiro de 2008 e realizou seu congresso constitutivo em março de 2009. No âmbito europeu, o partido faz parte do Partido Popular Europeu, que reúne democratas-cristãos mas que recentemente se abriu a forças mais laicas e liberais e outras mais conservadoras.
Nas eleições italianas de 2008, o PdL tornou-se a principal formação política italiana em número de sufrágios (37,4% dos votos) firmando uma aliança com a Liga Norte, no centro-norte do país, e com o Movimento pelas Autonomias, no sul, com os quais formou o quarto governo Berlusconi.